# Comté de Chester (Tennessee)
Pour les articles homonymes, voir Comté de Chester.
Le comté de Chester est un comté de l'État du Tennessee, aux États-Unis, fondé en 1879.